# Crinum bambusetum
Crinum bambusetum är en amaryllisväxtart som beskrevs av Inger Nordal och Sebsebe Demissew. Crinum bambusetum ingår i släktet Crinum, och familjen amaryllisväxter. Inga underarter finns listade i Catalogue of Life.